# 粗背杜父鱼属
粗背杜父鱼属（学名：Chitonotus）为杜父鱼科的一个属。

## 下属物种
本属包括以下物种：
- Chitonotus megacephalus Lockington, 1879
- 墨西哥粗背杜父魚 Chitonotus pugetensis (Steindachner, 1876)